# Альбрехт, Килиан
Килиан А́льбрехт (нем. Kilian Albrecht, род. 13 апреля 1973 года, Ау, Австрия) — болгарский, а в прошлом австрийский горнолыжник, участник двух Олимпийских игр, чемпион Универсиады, призёр этапов Кубка мира. Специализируется в слаломе.

## Карьера
В Кубке мира Альбрехт дебютировал в 1994 году, в декабре 2000 года впервые попал в тройку лучших на этапе Кубка мира. Всего на сегодняшний день имеет 2 попадания в тройку на этапах Кубка мира, оба в слаломе. Лучшим достижением в общем зачёте Кубка мира является для Альбрехта 30-е место в сезоне 2000-01. До 2006 года Альбрехт выступал за сборную Австрии, но перестав попадать в состав сборной принял болгарское гражданство и начиная с сезона 2006-07 стал выступать за болгарскую сборную.
На Олимпиаде-2002 в Солт-Лейк-Сити, стал 11-м в комбинации и 4-м в слаломе, лишь 0,04 секунды уступив бронзовому призёру.
На Олимпиаде-2010 в Ванкувере, занял 20-е место в слаломе, кроме того был заявлен в гигантском слаломе, но не вышел на старт.
За свою карьеру участвовал в трёх чемпионатах мира, лучший результат — 13-е место в слаломе на чемпионате-2007.
Использует лыжи и ботинки производства фирмы Fischer.